# Leyya
Leyya ist ein österreichisches Elektropop-Duo aus Eferding, das heute in Wien ansässig ist. Die Band wurde mit zwei Amadeus Austrian Music Awards ausgezeichnet: 2017 mit dem FM4 Award (Amadeus-Verleihung 2017) und 2018 in der Kategorie „Best Alternative“ (Amadeus-Verleihung 2018).

## Geschichte
Nach der Veröffentlichung einer ersten EP (Drowning In Youth) erhielt die Band Anfang 2015 mit der Single Superego auch außerhalb ihrer österreichischen Heimat erste größere Aufmerksamkeit. Für das in diesem Umfeld erschienene Debütalbum Spanish Disco wurde die Band bereits 2016 für den Amadeus Austrian Music Award in der Kategorie „Alternative Pop/Rock“ und für den FM4-Award (der ebenfalls im Rahmen des Amadeus Austrian Music Award verliehen wird) nominiert. Angesichts des wachsenden internationalen Interesses erschien im Frühjahr 2016 eine erweiterte Version des Albums mit den Bonustracks Butter und Worthy sowie Remixes.
2016 fanden sich Leyya als erste österreichische Band unter den Top 10 der meistgebuchten Newcomer der jährlich veröffentlichten Liste des European Talent Exchange Programmes ETEP wieder. Dazu führten u. a. Auftritte bei renommierten europäischen Festivals wie Iceland Airwaves, Reeperbahn Festival, Eurosonic oder The Great Escape. Neben internationalen Auftritten headlinten Leyya im Sommer des Jahres das Popfest am Wiener Karlsplatz.
Im Frühjahr 2017 wurde die Band mit dem FM4 Award bei den Amadeus Austrian Music Awards 2017 geehrt. Leyya wurden zum Primavera Sound nach Barcelona eingeladen und veröffentlichten die Single Zoo. Im Herbst erschienen rund um eine umfangreiche Europa-Tour mit Oh Wow und Drumsolo auch international vielbeachtete Vorboten auf das zweite Album Sauna, das schließlich im Jänner 2018 veröffentlicht wurde und bis auf Platz 12 der Austria Top 40 Albumcharts kletterte. 2018 erhielt die Band erneut einen „Amadeus“, diesmal in der Kategorie Alternative.
Im Sommer legte die Band mit der Single Wannabe nach, dessen Videoclip im Oktober desselben Jahres in London einen UK Music Video Award in der Kategorie Best Pop - Newcomer erhielt.
Im Herbst 2020 veröffentlichte das Duo nach intensivem Touren durch ganz Europa, Nord- und Mittelamerika (zb. SXSW Festival) ihre Single The Paper, die nach weiteren Singles wie I’m Not Sure, Am I Even Real und Lately auf ihre EP (erschienen im Sommer 2021) hinleiteten.
Die EP Longest Day Of My Life verzeichnet mittlerweile über 11 Mio. Streams auf Spotify.
Im Herbst 2021 kündigte die Band eine Live-Pause auf unbestimmte Zeit an, die folgendermaßen kommentiert wurde: 

„Wir haben die letzten Jahre extrem viele Konzerte gespielt. Das und der Druck immer präsent sein zu müssen, hat unseren ursprünglichen Zugang zur Musik, nämlich die Liebe am Schreiben und Experimentieren, beeinträchtigt. Daher möchten wir vorerst eine Live-Pause einlegen und uns wieder auf das wesentliche konzentrieren, nämlich das Erschaffen von Musik. Wann wir wieder spielen werden ist ungewiss. Vielleicht in einem Jahr, 3 Jahren, oder 10 Jahren. Das möchten wir uns offen halten.“

2022 veröffentlichten Leyya die Doppelsingle Someone und Fix It.
Das Duo führte auf seinem Facebook-Profil als Erklärung für den Bandnamen anfangs die Information, das Wort Leyya stamme aus dem Inuktitut und bedeute Vermarktungsstrategie, was Medien vielfach übernahmen.

## Auszeichnungen (Auswahl)
- Amadeus-Verleihung 2017 – FM4-Award
- Amadeus-Verleihung 2018 – Auszeichnung in der Kategorie Alternative
- UK Music Video Award[20] - Best Pop - Newcomer: 'Wannabe'

## Diskografie
- 2014: Drowning in Youth (EP)
- 2015: Spanish Disco (Album, LasVegas Records)
- 2016: Butter (Single, Las Vegas Records)
- 2016: Spanish Disco Deluxe (Internationale Version, LasVegas Records)
- 2017: Zoo (Single, LasVegas Records)
- 2018: Sauna (Album, LasVegas Records / Plus One Records)
- 2018: Wannabe (Single, LasVegas Records / Plus One Records)
- 2020: The Paper (Single, Minor Changes / Plus One Records)
- 2021: Longest Day of My Life (EP, Minor Changes)
- 2024: Half Asleep (Single, Minor Changes)
- 2024: Sometimes You’re Lonely (Single, Minor Changes)
- 2024: Pumped Up High (Single, Minor Changes)
- 2024: I Don’t Hug So Well (Single, Minor Changes)
- 2024: Half Asleep (Album, Minor Changes)